# Massimiliano Mori
Massimiliano Mori (San Miniato, 8 gennaio 1974) è un ex ciclista su strada italiano.
Professionista dal 1995 al 2009, conta un'unica vittoria in carriera, una tappa al Giro di Sardegna.

## Carriera
Passato professionista nel settembre 1995, aveva buone doti di passista e ha quasi sempre corso con il compito di aiutare i propri compagni di squadra. In carriera ha colto solamente un successo, la tappa di La Maddalena al Giro di Sardegna nel 1997.
Figlio del professionista Primo Mori, corse, a fine carriera, anche insieme al fratello Manuele, suo compagno di squadra alla Lampre.

## Palmarès
- 1997 (Saeco, una vittoria)

5ª tappa Giro di Sardegna (La Maddalena > La Maddalena)

#### Altri successi
- 1992

Campionati del mondo, Cronosquadre Juniores
- 1996 (Saeco - Estro - AS Juvenes San Marino)

Prologo Giro del Portogallo (Mirandela, cronosquadre)

## Piazzamenti

### Grandi Giri
- Giro d'Italia

2001: 119º
- Tour de France

1998: 91º
2000: 67º
2004: 121º
2008: 137º
- Vuelta a España

1996: 89º
1999: ritirato (15ª tappa)
2008: 124º
2009: 133º

### Classiche monumento
- Milano-Sanremo

1998: 32º
1999: 155º
2000: 84º
2002: 67º
2006: ritirato
2008: ritirato
- Giro delle Fiandre

1998: 34º
1999: 58º
2000: 90º
2004: 61º
2007: 75º
2008: ritirato
2009: fuori tempo massimo
- Parigi-Roubaix

1998: ritirato
1999: ritirato
2001: ritirato
2007: ritirato
2008: 84°
2009: ritirato
- Liegi-Bastogne-Liegi

1997: ritirato
1998: ritirato
2002: ritirato
- Giro di Lombardia

2001: ritirato
2002: ritirato
2003: ritirato
2005: ritirato

### Competizioni mondiali
- Campionati mondiali

Olimpia 1992 - Cronometro a squadre Juniores: vincitore
Olimpia 1992 - In linea Juniores: 16°

## Riconoscimenti
- Memorial Bardelli nel 1995